# تل علم
تل علم قرية سوريّة تتبع إداريّاً لمحافظة حلب منطقة السفيرة ناحية تلعرن، بلغ تعداد سكانها 1,689 نسمة حسب التعداد السكاني لعام 2004.